# Первомайское (Алтынсаринский район)
Первомайское (каз. Первомайское) — село в Алтынсаринском районе Костанайской области Казахстана. Административный центр сельского округа им. Омара Шипина (бывший Маяковский). Находится на берегу озера Узынколь, примерно в 16 км к юго-западу от села Убаганское, административного центра района, на высоте 196 метров над уровнем моря. Код КАТО — 393245100.

## Население
В 1999 году численность населения села составляла 904 человек (469 мужчин и 435 женщин). По данным переписи 2009 года, в селе проживал 571 человек (307 мужчин и 264 женщины).